# Roland Kibbee
Roland Kibbee est un scénariste américain né le 15 février 1914 et mort le 5 août 1984.

## Filmographie sélective

### Cinéma
- 1946 : Une nuit à Casablanca (A Night in Casablanca) de Archie Mayo
- 1946 : L'Évadé de l'enfer (Angel on My Shoulder) de Archie Mayo
- 1951 : Dix de la légion (Ten Tall Men) de Willis Goldbeck
- 1951 : Elle cherche un millionnaire (Painting the Clouds with Sunshine) de David Butler
- 1952 : Le Corsaire rouge (The Crimson Pirate) de Robert Siodmak
- 1953 : Le Nouveau Chant du désert (The Desert Song) de H. Bruce Humberstone
- 1953 : Trois Marins et une fille (Three Sailors and a Girl) de Roy Del Ruth
- 1954 : Vera Cruz de Robert Aldrich
- 1957 : Affaire ultra-secrète (Top Secret Affair) de Henry C. Potter
- 1966 : L'Homme de la Sierra (The Appaloosa) de Sidney J. Furie
- 1971 : Valdez (en)  (Valdez Is Coming) d'Edwin Sherin (en)
- 1982 : Blade Runner de Ridley Scott

### Télévision
- 1959 : The Deputy (série télévisée)
- 1962 : Le Virginien (The Virginian) (série télévisée)
- 1963 : Suspicion (The Alfred Hitchcock Hour) (série télévisée)
- 1966 : Bob Hope Presents the Chrysler Theatre (série télévisée)
- 1968 : Opération vol (It Takes a Thief) (série télévisée)
- 1973 : Columbo : Candidat au crime (Candidate for Crime) (série télévisée)
- 1974 : Columbo : Au-delà de la folie (Mind over Mayhem) (série télévisée)
- 1978 : A.E.S. Hudson Street (série télévisée)